# Louis Couprié
Pour les articles homonymes, voir Couprie.
Louis Couprié est un architecte belge de la période Art nouveau qui fut actif à Bruxelles.

## Style
Louis Couprié s'inscrivait dans la tendance « Art nouveau géométrique » initiée par Paul Hankar (par opposition à la tendance « Art nouveau floral » initiée par Victor Horta).

## Immeubles de style «Art nouveau géométrique»
- 1907 : « Propriété de Mme Geubel »[1] rue Henri Wafelaerts 25 
  - façade de briques vernissées avec des bandes de pierre calcaire
  - oriel
  - balcon

## Immeubles de style éclectique d'inspiration Art nouveau
- 1910 : rue Félix Delhasse 9
  - porte à encadrement chantourné caractéristique de l'Art nouveau géométrique